# Święta prawosławne w Polsce

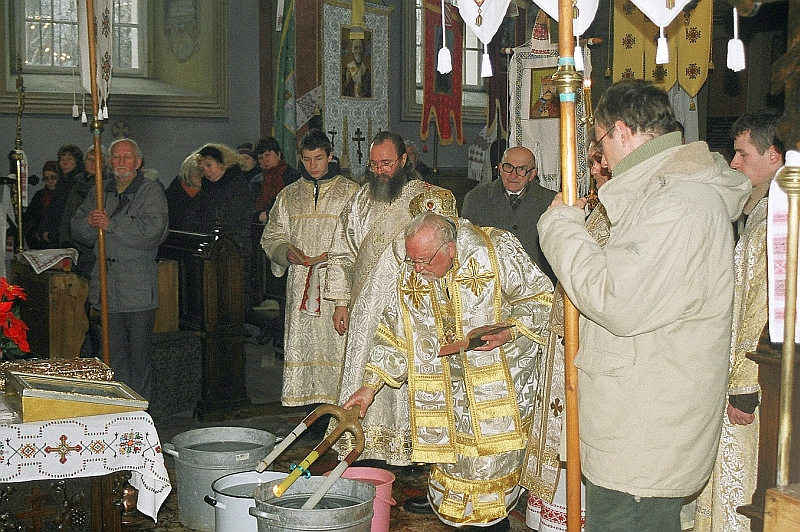
Epifania w Sanoku (19.01.2007)

Święta prawosławne w Polsce – grupa świąt w prawosławnym roku liturgicznym oraz okolicznościowe dni obchodzone przez Polski Autokefaliczny Kościół Prawosławny (PAKP).

## Kalendarium
Uwagi
W kalendarium podane jest podwójne datowanie z uwagi na liturgię odprawianą w Cerkwi według kalendarza juliańskiego (tj. według tzw. starego stylu). Data według obowiązującego kalendarza gregoriańskiego (tzw. nowy styl) dla lat 1900-2100 występuje na 2.pozycji.
- Kolor czerwony pogrubiony – „12 głównych wielkich świąt” oraz „święto świąt” czyli Pascha (Wielkanoc)
- Kolor zielony pogrubiony – inne ważne święta
- kolor czarny pogrubiony – „małe święta”
- czcionka normalna – lokalne święta lub ważniejsze wspomnienia oraz okolicznościowe dni
- język cerkiewnosłowiański (w transliteracji) – skrót „cs.”
- zobacz też: data Paschy (Wielkanocy) (od której zależą święta ruchome) i sobór (świątynia)

### Styczeń

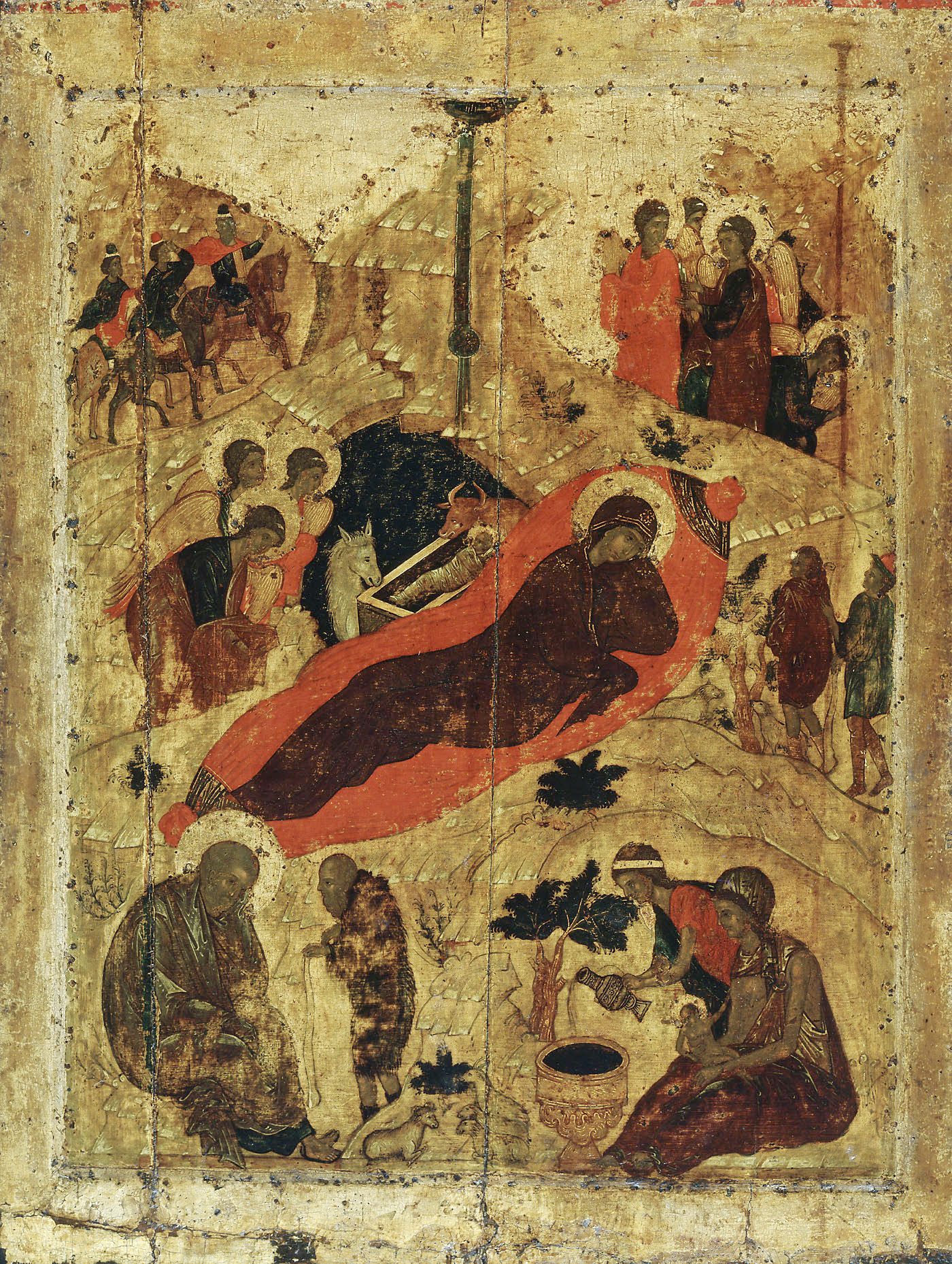
Narodzenie Chrystusa – ikona w Soborze Zwiastowania w Moskwie

- 25 grudnia/7 stycznia – (Gr.) η γέννησης του Χριστού (cs.) Rożdiestwo Christowo, Narodzenie Chrystusa, Boże Narodzenie
- 26 grudnia/8 stycznia – Sobór Najświętszej Bogurodzicy
- 27 grudnia/9 stycznia – Apostoła i pierwszego męczennika Stefana
- 1/14 stycznia
  - „stary” Nowy Rok
  - Obrzezanie Pańskie
  - Świętego Bazylego Wielkiego
- 6/19 stycznia
  - (Gr.) η βάπτισης (cs.) Kreszczenije Hospodnie, Chrzest Pański połączony z Epifanią, czyli Objawieniem Pańskim (zw. Teofanią) podczas którego ma miejsce obrzęd święcenia wody zwany świętem Jordanu (Epifania to również potoczne określenie tej grupy świąt)

### Luty
- święta ruchome:
  - Maslenica – ostatni tydzień przed początkiem Wielkiego Postu tj. 7 tygodni przed Paschą (Wielkanocą)
  - Niedziela przebaczenia win (Niedziela Seropustna) – w ostatni dzień Maslenicy
- 30 stycznia/12 lutego – Trzech Wielkich Hierarchów i Nauczycieli Kościoła: Bazylego Wielkiego, Grzegorza Teologa i Jana Złotoustego
- 2/15 lutego:
  - (Gr.) η Υπαπαντή (cs.) Sretienije Hospodnie, Spotkanie Pańskie[1], Ofiarowanie Pańskie, Ofiarowanie Chrystusa w Świątyni
  - Światowy Dzień Młodzieży Prawosławnej

### Marzec
- święta ruchome:
  - (cs.) Wschod Hospodien wo Ijerusalim, Wjazd Pański do Jerozolimy, Niedziela Palmowa – tydzień przed Zmartwychwstaniem Pańskim

### Kwiecień
- święta ruchome:
  - Πάσχα święto świąt: Zmartwychwstanie Pańskie, Pascha (Wielkanoc) – 1. niedziela po 1. wiosennej pełni księżyca i po Passze Żydowskiej (kwiecień, maj)
  - (Gr.) Η Αναστάσις (cs.) Woskresienije Christowo, Tydzień Paschy (po Wielkanocy od Poniedziałku do Soboty Paschy)
  - Radonica – powielkanocne modlitwy nad grobami
- 25 marca/7 kwietnia – (Gr.) Ο ευαγγελισμος (cs.) Błahowieszczenije Prieswiatoj Bohorodicy, Zwiastowanie Bogurodzicy (Zwiastowanie Pańskie)

### Maj
- święta ruchome:
  - (Gr.) η ανάληψης (cs.) Wozniesienije Hospodnie, Wniebowstąpienie Pańskie – 40.dzień po Zmartwychwstaniu Pańskim
  - (Gr.) η Πεντικοστα (cs.) Soszestwije Swiataho Ducha na Apostołow, Zesłanie Ducha Świętego na Apostołów, Trójcy Przenajświętszej – 8.niedziela po Zmartwychwstaniu Pańskim, tzw. Pięćdziesiątnica
  - Wszystkich Świętych – I Niedziela po Pięćdziesiątnicy
  - Międzynarodowy Festiwal „Hajnowskie Dni Muzyki Cerkiewnej” (od 2002 pod patronatem PAKP, mający swoje początki w Hajnówce z 1982 roku)[2]
- 23 kwietnia/6 maja – Wielkiego Męczennika Jerzego Zwycięzcy
- 9/22 maja – Przeniesienie Relikwii Świętego Mikołaja
- 11/24 maja
  - Dzień Świętego Ducha
  - Równych apostołom świętych: Cyryla i Metodego

### Czerwiec
- święta ruchome:
  - Świętych Męczenników Chełmskich i Podlaskich – 1. niedziela czerwca
- 14/27 czerwca – Sobór świętych z Diwiejewa[3]

### Lipiec
- 24 czerwca/7 lipca – Narodzenie proroka Jana Chrzciciela
- 29 czerwca/12 lipca – Świętych chwalebnych, pierwszych wśród zwierzchnich apostołów: Piotra Pawła

### Sierpień
- 6/19 sierpnia – (Gr.) η μεταμόρφωσης(cs.) Preobrażenije Hospodnie, Przemienienie Pańskie, Święto Spasa
- 15/28 sierpnia – (Gr.)η κοιμησις τις Θεοτόκου (cs.) Uspienije Preswiatoj Bohorodicy, Zaśnięcie Najświętszej Bogurodzicy

### Wrzesień
- 29 sierpnia/11 września – Ścięcie Św. Jana Chrzciciela
- 1/14 września – Początek Nowego Roku Kościelnego 7519 (na rok 2010) od stworzenia świata
- 8/21 września – (Gr.)  η γέννησης τις Θεοτόκου (cs.) Rożdiestwo Prieswiatoj Bohorodicy, Narodzenie Najświętszej Bogurodzicy
- 9/22 września – Białostockie Dni Muzyki Cerkiewnej w rocznicę przeniesienia relikwii św. Gabriela Zabłudowskiego (męczennika)[4]
- 14/27 września – (cs.) Wozdwiżenije Kriesta Hospodnia, Podwyższenie Krzyża Pańskiego

### Październik
- 1/14 października – (cs.) Pokrowa Preswiatoj Bogorodicy, Święto Opieki Najświętszej Bogurodzicy[5]

### Listopad
- 26 października/8 listopada – Świętego Męczennika Dymitra
- 8/21 listopada – Sobór Archanioła Michała i św. mocy niebios[6]
- 13/26 listopada – Jana Złotoustego

### Grudzień
- święta ruchome:
  - Niedziela Świętych Praojców – druga niedziela przed Bożym Narodzeniem w czasie „Małego” Wielkiego Postu)
  - Niedziela Świętych Ojców – niedziela przed Bożym Narodzeniem (w czasie której wspomina się starotestamentowych proroków i świętych)
- 21 listopada/4 grudnia – (cs.) Wwiedienije wo chram Prieswiatoj Bohorodicy, Wprowadzenie Bogurodzicy do Świątyni[7]
- 6/19 grudnia - Świętego Mikołaja Cudotwórcy